# Singaporekvindens Hævn
Singaporekvindens Hævn (originaltitel: The Letter er en amerikansk dramafilm fra 1929, produceret af Paramount Pictures. Det var den første tonefilm i spillefilmslængde, der blev filmet i Astoria Studios, Queens, New York City.
Filmen har Jeanne Eagels i hovedrollen sammen med O. P. Heggie, og blev instrueret af Jean de Limur.
Manuskriptet blev skrevet af Garrett Fort baseret på skuespillet The Letter fra 1927, af W. Somerset Maugham.
Filmen fortæller historien om en gift kvinde, der dræber sin elsker og kommer for retten.
Eagles, der døde blot få måneder efter at filmen var færdig, blev nomineret til en Oscar for bedste kvindelige hovedrolle for sin skildring af den gifte kvinde.
Hun var den første skuespiller, der blev anerkendt af akademiet efter hendes død, selvom det ikke var en officiel nominering.

## Medvirkende
- Jeanne Eagels som Leslie Crosbie
- Reginald Owen som Robert Crosbie
- Herbert Marshall som Geoffrey Hammond
- Irene Browne som Mrs. Joyce
- O. P. Heggie som Mr. Joyce
- Lady Tsen Mei som Li-Ti
- Tamaki Yoshiwara som Ong Chi Seng

## Eksterne Henvisninger
- Singaporekvindens Hævn på Internet Movie Database (engelsk)
- Singaporekvindens Hævn på AllMovie (engelsk)
- Singaporekvindens Hævn hos American Film Institute (engelsk)
- Singaporekvindens Hævn på The Movie Database (engelsk)
- Singaporekvindens Hævn på Rotten Tomatoes (engelsk)